# NGC 236
NGC 236 es una galaxia espiral intermedia localizada en la constelación de Piscis.